# 서울회생법원
서울회생법원(서울回生法院)은 사건을 보다 신속하게 처리해 채권자와 채무자 모두에게 도움을 주고, 구성원들의 전문성도 높이기 위해 서울중앙지방법원 파산부를 독립시켜 만든 회생법원이다. 서울특별시를 관할한다. 서울특별시 서초구 서초중앙로 157에 위치하고 있다.

## 역대 법원장
- 이경춘 2017년 3월 1일 ~ 2019년 2월 13일
- 정형식 2019년 2월 14일 ~ 2021년 2월
- 서경환 2021년 2월 ~ 2023년 2월
- 안병욱 2023년 2월 ~ 2025년 2월
- 정준영 2025년 2월 ~